# Donna Lewis
Donna Lewis (Cardiff, 6 de agosto de 1973) é uma cantora, compositora e produtora  galesa. É mais conhecida pelo canção de 1996 "I Love You Always Forever", que alcançou a posição cinco na parada de singles do Reino Unido e também o top dez das paradas na Austrália, Áustria, Canadá, França, Alemanha, Nova Zelândia, Noruega e Estados Unidos. Nos EUA, "I Love You Always Forever" alcançou o número dois na Billboard Hot 100 por nove semanas, tendo sido impedida de alcançar o topo pela canção remixada "Macarena" de Los Del Rio. O single também se tornou o de maior sucesso na Billboard Hot 100 por um artista galês desde Bonnie Tyler com "Total Eclipse of the Heart" em 1983. Em 1997, Lewis foi nomeada para o Brit Award de melhor artista feminina britânica. 
Depois de lançar seu segundo álbum Blue Planet, Lewis deixou a Atlantic Records e lançou independentemente os álbuns "Be Still" e "In the Pink". Seu álbum Brand New Day foi produzido por David Torn e contou com Ethan Iverson, Reid Anderson e Dave King. 

## Álbuns de estúdio
| Now in a Minute                         | - Lançamento: 7 de maio de 1996 - Label: Atlantic Records - Formats: CD, cassette              | 47 | —  | 66 | 43 | 52 | 31 | - CAN: Platina - US: Platina |
| Blue Planet                             | - Lançamento: 14 de julho de 1998 - Gravadora: Atlantic Records - Formatos: CD, cassette       | —  | 33 | —  | —  | —  | —  |                              |
| Be Still                                | - Lançamento: 2002 - Gravadora: Peruzzi Music - Formatos: CD, cassette                         | —  | —  | —  | —  | —  | —  |                              |
| In the Pink                             | - Lançamento: 1 de abril de 2008 - Gravadora: Peruzzi Music - Formatos: CD, music download     | —  | —  | —  | —  | —  | —  |                              |
| Brand New Day                           | - Lançamento: 10 de março de 2015 - Gravadora: Palmetto Records - Formatos: CD, music download | —  | —  | —  | —  | —  | —  |                              |
| "—" denotes releases that did not chart |                                                                                                |    |    |    |    |    |    |                              |

## Singles
| Ano                                                          | Single                      | Posição | Posição | Posição | Posição | Posição | Posição | Posição | Posição | Posição | Posição | Certificações                                    | Album           |
| Ano                                                          | Single                      | AUS     | AUT     | CAN     | GER     | NZ      | NOR     | SWI     | UK      | US      | US Pop  | Certificações                                    | Album           |
| ------------------------------------------------------------ | --------------------------- | ------- | ------- | ------- | ------- | ------- | ------- | ------- | ------- | ------- | ------- | ------------------------------------------------ | --------------- |
| 1996                                                         | "I Love You Always Forever" | 2       | 3       | 3       | 7       | 9       | 3       | 6       | 5       | 2       | 1       | - AUS: Platina - GER: Ouro - NZ: Ouro - UK: Ouro | Now in a Minute |
| 1996                                                         | "Without Love"              | —       | —       | 12      | 77      | 47      | —       | —       | 39      | 41      | 24      |                                                  | Now in a Minute |
| 1997                                                         | "Mother"                    | —       | —       | —       | —       | —       | —       | —       | —       | —       | —       |                                                  | Now in a Minute |
| 1997                                                         | "Fool's Paradise"           | —       | —       | —       | —       | —       | —       | —       | 169     | —       | —       |                                                  | Now in a Minute |
| 1997                                                         | "Love & Affection"          | —       | —       | —       | —       | —       | —       | —       | 123     | —       | —       |                                                  | Now in a Minute |
| 1998                                                         | "I Could Be the One"        | —       | 9       | —       | 69      | —       | —       | —       | 99      | —       | —       |                                                  | Blue Planet     |
| 1998                                                         | "Love Him"                  | —       | —       | —       | —       | —       | —       | —       | —       | —       | —       |                                                  | Blue Planet     |
| 1999                                                         | "Falling"                   | —       | —       | —       | —       | —       | —       | —       | —       | —       | —       |                                                  | Blue Planet     |
| 2007                                                         | "Shout"                     | —       | —       | —       | —       | —       | —       | —       | —       | —       | —       |                                                  | In the Pink     |
| 2008                                                         | "You to Me"                 | —       | —       | —       | —       | —       | —       | —       | —       | —       | —       |                                                  | In the Pink     |
| "—" denota lançamentos que não entraran nas tabelas musicais |                             |         |         |         |         |         |         |         |         |         |         |                                                  |                 |